# Cratere Pohl
Pohl è un cratere sulla superficie di Marte.